# Gustav Hummer
Gustav Hummer (11. prosince 1877 Znojmo – 17. listopadu 1959 Vídeň) byl rakouský a český lékárník a politik německé národnosti z Moravy, na počátku 20. století poslanec Říšské rady.

## Biografie
Vychodil základní školu, gymnázium a absolvoval univerzitu, kde vystudoval obor státní věda (Vídeňská univerzita) a farmacie. Profesí byl od roku 1910 majitelem lékárny ve Vídni a publicistou. Byl členem moravského zemského vedení své strany a roku 1907 zasedal v dozorčí radě německého spolku jižní Moravy.
Na počátku 20. století se zapojil i do celostátní politiky. Ve volbách do Říšské rady roku 1911 byl zvolen do Říšské rady (celostátní zákonodárný sbor) za obvod Čechy 80. Usedl do poslaneckého klubu Německý národní svaz, v jehož rámci reprezentoval Německou radikální stranu. Ve vídeňském parlamentu setrval do zániku monarchie. Profesně byl k roku 1911 uváděn jako lékárník.
Po válce zasedal v letech 1918–1919 jako poslanec Provizorního národního shromáždění Německého Rakouska (Provisorische Nationalversammlung).
V letech 1928–1934 vydával odborný list Freie Apothekerstimmen a angažoval se v profesních organizacích rakouských lékárníků. V biografii rakouských farmaceutů je popisován jako schopný řečník a skvělý právník.